# 华丽蜂鸟
华丽蜂鸟（学名：Calothorax pulcher），是雨燕目蜂鸟科的一种鸟类。
华丽蜂鸟体重约2.7克，翼长约37.1毫米，嘴峰长约21.4毫米，喙宽度约1.3毫米，喙厚度约1.6毫米，跗蹠长约3.9毫米，尾长约27.4毫米。华丽蜂鸟在其分布区内为留鸟，其栖息在半开放的灌木丛中，食性为草食性，主要食物来源是植物的花蜜。
华丽蜂鸟分布于墨西哥南部的格雷罗州和普埃布拉州南部至瓦哈卡州东部。该物种是单型物种，没有亚种分化。